# Luconia-Riffe
Die Luconia-Riffe (malaiisch: Gugusan Beting Raja Jarum oder Gugusan Beting Patinggi Ali, chinesisch: 鲁克尼亚暗沙 Běikāng ànshā, 南康暗沙 Nánkāng ànshā) sind ein großer, aus 14 Riffen bestehender Riffkomplex im südlichen Südchinesischen Meer, 130 bis 210 km vor der Küste Borneos. Sie bestehen aus den nördlichen und den südlichen Luconia-Riffen und werden manchmal als südlichster Teil der Spratlyinseln gesehen. Bis auf die Luconia Breakers (Hempasan Bantin) liegen sie unter Wasser. Sie werden von Malaysia verwaltet, aber auch von der Volksrepublik China (auf der Grundlage, dass sie innerhalb der Neun-Striche-Linie liegen) und Taiwan beansprucht.

## Name
Luconia ist ein alter Name für die philippinische Insel Luzon, der auf frühen lateinischen, italienischen und portugiesischen Karten der Region verwendet wurde. Der chinesische Name der Riffe, Kang, ist eine Kurzform des als Lo-kang-nia transkribierten westlichen Namens.

## Geografie
Die Luconia-Riffe befinden sich auf dem malaysischen Festlandsockel mindestens 130 km vor der Küste des Bundesstaates Sarawak. Sie erstrecken sich über etwa 130 km Nord zu Süd und bis zu 45 km West zu Ost. Die nördliche Gruppe besteht hauptsächlich aus drei großen, geschlossenen Riffformationen in Nord-Süd-Richtung und ist deutlich größer als die südliche Gruppe. Das südlichste Riff der nördlichen Gruppe, das Hayes-Riff, liegt 28 km nördlich des nördlichsten Riffs der Südgruppe, des Connell-Riffs. Das Comus-Riff, 21 km östlich der Südgruppe, ist recht abgelegen und bildet den östlichsten Punkt der Riffe. Sierra Blanca bildet, ebenfalls etwas abgelegen, den südlichen Abschluss der Gruppe.
Der Großteil der Riffe liegt zwischen drei und zehn Meter unter dem Meeresspiegel, einige Riffe befinden sich bis zu 40 m unter der Meeresoberfläche. Die Luconia Breakers (5° 1′ 7″ N, 112° 38′ 32″ O) in der zentralen südlichen Gruppe weisen als einzige Formation eine etwa 100 mal 40 Meter (bei Meeresspiegel 30 cm unter Durchschnitt) große Insel auf, die auf Satellitenbildern zu erkennen ist (Fläche ca. 0,33 Hektar). Außer der malaysischen Flagge gibt es keine Strukturen auf der Insel.
Die Riffe befinden sich innerhalb der ausschließlichen Wirtschaftszone Malaysias. Sie liegen südöstlich der eigentlichen Spratlyinseln, das nächstgelegene Land ist vermutlich das Louisa-Riff (Terumbu Semarang Barat Kecil) 90 km nordwestlich, das von Brunei kontrolliert wird. Etwa 85–150 km südlich des südlichsten Riffs liegen das James-Riff (ebenfalls von China beansprucht) und die Elisabeth-Riffe, beide werden von Malaysia verwaltet.

## Ökologie und Ökonomie
Die Riffe bestehen aus Korallen und Sand sowie steilen, alten Karbonatstrukturen. Unter dem Meeresboden existieren Öl- und Erdgasreserven. Südlich der südlichen Riffgruppe liegt das Central Luconia Gas Field, das geförderte Erdgas wird über eine Pipeline nach Bintulu transportiert und als Flüssigerdgas z. B. nach Japan exportiert.
In den Luconia-Riffen leben unter anderem Mantarochen, Lippfische und Zackenbarsche sowie viele seltene Arten Korallen und Mikroorganismen. Zu den dort vorkommenden Meeressäugern zählen unter anderem Kurzflossen-Grindwale, Schlankdelfine und Ostpazifische Delfine. Malaysia hat die Riffe als erstklassigen Tauchort beworben. Es ist das größte Meeresschutzgebiet des Landes, im April 2018 wurde es von der Regierung zum Nationalpark ernannt. Im Juni 2018 wurde der Nationalpark in „Fischereiaktivitätsgebiete“ und „Tourismusgebiete“ eingeteilt.
Seit 2004 unternimmt das malaysische Fischereiforschungsinstitut Untersuchungen in den Gewässern. Das Gebiet gilt als Zentrum für Sportfischerei; jedes Jahr veranstaltet Malaysia einen internationalen Tiefsee-Fischereiwettbewerb an den Luconia-Riffen, bei dem Teilnehmer drei Tage dort verbringen. Wer dabei den größten Fisch fängt, gewinnt. Am 31. August 2015 stellte eine Gruppe Meeresforscher zusammen mit dem Kurator des Sarawak-Museums auf den Riffen die malaysische Flagge auf. Als Begründung wurden eine Warnung an China und die Aufforderung an die malaysische Regierung, die Archäologie der Region zu untersuchen, genannt. Der Sundaschelf könnte vor 12.000 Jahren eine Zivilisation beherbergt haben.
Am 5. Januar 1842 strandete das britische Schiff Viscount Melbourne, das Baumwolle, Reis und Salpeter von Singapur nach Macau bringen sollte, auf den Riffen. Die Besatzung verließ das Schiff in fünf Rettungsbooten, von denen jedoch zwei verschwanden. Das Wrack wurde erst 2011 entdeckt.

## Gebietsstreit
Die Riffe werden von Malaysia verwaltet. Die Malaysische Marine und Küstenwache zeigen eine ständige Präsenz in der Region. Malaysia hat sich dafür ausgesprochen, militärische Konfrontationen zu vermeiden und den Konflikt auf Basis des UN-Seerechtsübereinkommen zu lösen.
Im Oktober 2013 entsandte China erstmals ein Schiff der Küstenwache in die Gegend um die südlichen Luconia-Riffe, ab September 2014 stieg die Anzahl der Schiffe. Im Juni 2015 entdeckten malaysische Behörden ein Schiff der chinesischen Küstenwache, das 150 km nördlich von Borneo (innerhalb der von Malaysia beanspruchten Wirtschaftszone) an den Riffen ankerte. Malaysia legte gegen das chinesische Eindringen in malaysische Hoheitsgewässer Protest ein. Ein Politiker sagte, China beanspruche die Riffe, habe jedoch nie einen offiziellen Anspruch an Malaysia gesendet. Es würden diplomatische Handlungen erfolgen, aber das Schiff müsse, egal auf welchem Wege, die nationalen Gewässer verlassen. Malaysia sendete daraufhin regelmäßig diplomatische Mitteilungen an China, um gegen das Eindringen zu protestieren. Nach einigen Berichten soll die Crew des chinesischen Schiffs lokalen Fischern gedroht haben, sie zu erschießen, wenn sie in der Region fischten.
Am 31. März 2016 bestellte Malaysia den chinesischen Botschafter ein, um gegen die Präsenz von etwa 100 chinesischen Fischerbooten in den Luconia-Riffen zu protestieren. Der malaysische Think Tank Institute for Democracy and Economic Affairs kommentierte, dass Malaysia China bisher wenig entgegengestellt und die chinesischen Aktivitäten in seinem Territorium heruntergespielt habe. Als Gründe vermutete der Analyst kommerzielle Interessen und den daraus folgenden Wunsch, die Beziehung zu China nicht zu stören, da China sich zu Malaysias wichtigstem ökonomischen Investor entwickle, oder die Bevölkerung solle nicht realisieren, wie wirkungslos die malaysische Verteidigung sei. Das malaysische Verteidigungsministerium kündigte an, zur besseren Überwachung in der Nähe einen Marinestützpunkt einzurichten.
2018 patrouillierte ein Schiff der chinesischen Küstenwache mindestens 70 % des Jahres in den Luconia Shoals. Malaysia griff nicht ein. Am 31. Mai 2021 fing die malaysische Luftwaffe 16 chinesische Militärflugzeuge in einer taktischen Formation im Luftraum über den Luconia-Riffen ab. Sie hatte mehrfach versucht, die Flugzeuge zur Kursänderung zu bewegen. Malaysia bezeichnete den Vorfall als ernsthafte Bedrohung für die nationale Souveränität und die Flugsicherheit. Das malaysische Außenministerium legte diplomatischen Protest bei China ein und forderte den chinesischen Botschafter zu einer Erklärung auf. Die chinesische Botschaft behauptete, es habe sich um eine routinemäßige Flugtrainingsaktivität der chinesischen Luftwaffe gehandelt und China sei nicht in den Luftraum anderer Länder eingedrungen. Fünf Tage später wurde erneut ein Schiff der chinesischen Küstenwache in den südlichen Luconia-Riffen entdeckt. Daten der Asia Maritime Transparency Initiative (AMIT) ergaben, dass chinesische Schiffe ab Juni 2015 langfristige Öl- und Gasexplorationsaktivitäten in den malaysischen Hoheitsgewässern Indonesiens und Malaysias durchführten, was zu erheblichen Störungen und Belästigungen der zivilen Schifffahrt führe. Die Malaysian Maritime Enforcement Agency (MMEA) gab an, dass die entsprechenden Maßnahmen genau überwacht wurden. Das malaysische Außenministerium bestellte am 4. Oktober erneut den chinesischen Botschafter ein.